# Kanoa Igarashi
Kanoa Igarashi (五十嵐 カノア, Igarashi Kanoa) est un surfeur professionnel américain d'origine japonaise né le 1er octobre 1997 à Santa Monica, en Californie. Il se qualifie pour la première fois pour le Championship Tour en 2016.

## Biographie
Kanoa Igarashi est né à Santa Monica aux États-Unis de parents japonais. Il apprend à surfer avec son père dès l'âge de trois ans sur le spot de Huntington Beach. Il décroche son premier contrat de sponsoring à l'âge de sept ans. Il parvient à se qualifier pour le CT 2016 en se classant 7e du QS en 2015. Il dispute sa première finale sur le CT lors du Billabong Pipe Masters mais s'incline devant le Polynésien Michel Bourez. Il se requalifie pour la saison suivante en terminant 20e au classement général du CT et sa 5e place au classement QS profite à l'Hawaïen Ezekiel Lau qui se qualifie ainsi pour la première fois de sa carrière pour le circuit d'élite.
À partir de la saison 2018, il représente le Japon en vue de l'introduction du surf aux Jeux olympiques d'été de 2020 organisés au Japon. Il devient ainsi le premier japonais à participer au circuit d'élite du championnat du monde de surf. Il termine deuxième de l'épreuve masculine des Jeux en s'inclinant en finale face au Brésilien Ítalo Ferreira le 27 juillet 2021 sur le spot de Tsurigasaki.

## Palmarès et résultats

### Saison par saison
- 2014 :
  - 3e du Pantín Classic Galicia Pro à Pantín (Espagne)
  - 2e du Pacifico Belmar Pro à Belmar (États-Unis)
  - 1er du Shoe City Pro à Huntington Beach (États-Unis)

- 2015 :
  - 3e du Murasaki Shōnan Open à Shōnan (Japon)
  - 3e du Vans US Open of Surfing à Huntington Beach (États-Unis)
  - 1er du Vans Pro à Virginia Beach (États-Unis)
  - 1er du Mahalo Surf Eco Festival à Itacaré (Brésil)

- 2016 :
  - 3e du Vans US Open of Surfing à Huntington Beach (États-Unis)
  - 1er du Pantín Classic Galicia Pro à Pantín (Espagne)
  - 2e du Billabong Pipe Masters à Banzai Pipeline sur le North Shore d'Oahu (Hawaï)

- 2017 :
  - 1er du Shoe City Pro à Huntington Beach (États-Unis)

- 2019 :
  - 1er du Corona Bali Protected à Keramas Beach (Indonésie)

- 2021 :
  - 2e des Jeux olympiques d'été de 2020

### Classements
| Année             | 2013 | 2014 | 2015 | 2016 | 2017 |
| ----------------- | ---- | ---- | ---- | ---- | ---- |
| Championship Tour | -    | -    | -    | 20e  | 17e  |
| Qualifying Series | 183e | 102e | 7e   | 5e   | 3e   |